# Thrakische Dynastie

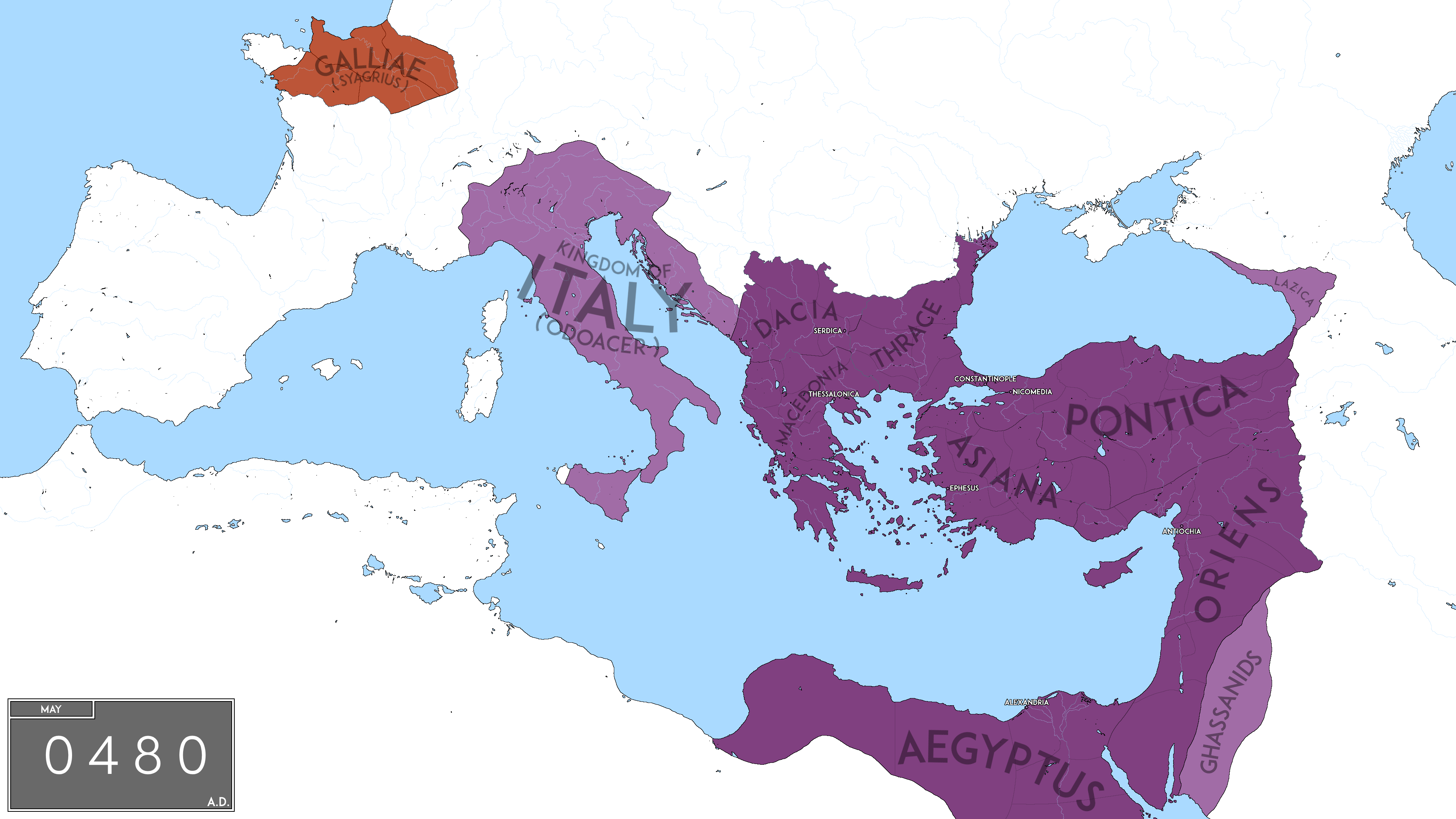
Das Gebiet des Oströmischen Reiches unter der Thrakischen Dynastie im Jahr 480. Das Weströmische Reich, das in Rosa dargestellt ist, brach 476/480 zusammen, obwohl die dargestellten Regionen nominell weiterhin als Vasallen des Ostreichs unter römischer Herrschaft standen.

Als Thrakische Dynastie wird die von Kaiser Leo I., einem gebürtigen Thraker, begründete Dynastie von römischen Kaisern bezeichnet. Sie beherrschte das Oströmische Reich zwischen 457, der Thronbesteigung Leos I., und 518, dem Tod Kaiser Anastasios’ I.
Die Herrschaft der von Leo begründeten Dynastie fiel mit dem raschen Verfall, dem Zusammenbruch und schließlich dem Untergang des Weströmischen Reiches zusammen. Im Jahre 476 wurde der weströmische Kaiser Romulus Augustulus abgesetzt. Der letzte legitime weströmische Kaiser, Julius Nepos, der nach Dalmatien geflohen war, wurde 480 ermordet. Von da an war der oströmische Kaiser Zenon nominell Herrscher auch über das Weströmische Reich.

## Mitglieder der Dynastie
- Leo I. (457–474)
- Leo II. (474)
- Zenon (474–491)
- Basiliskos (475–476, Gegenkaiser)
- Anastasios I. (491–518)

Verwandtschaftlich verbunden waren der Dynastie außerdem die weströmischen Kaiser Anthemius (467–472) und Julius Nepos (474–480) sowie die oströmischen Usurpatoren und Thronprätendenten Marcianus (479), Longinus (491–492) und Hypatius (532).

## Leo I. und Leo II., 457–474
Nach dem Tod Markians im Jahr 457 und damit dem Ende der theodosianischen Dynastie wurde Leo I. von dem alanischen General Aspar auf den Thron gebracht. Aspar diente als Oberbefehlshaber der oströmischen Armee und spielte eine ähnliche Rolle wie Ricimer im Weströmischen Reich, der mehrfach Marionettenkaiser ernannte. Er hoffte darauf, dass Leo gleichfalls eine schwache Marionette sein würde, doch agierte dieser zunehmend unabhängiger. Im Jahr 471 wurden Aspar und sein Sohn Ardabur bei einem Aufstand ermordet.
Zum Zeitpunkt von Leos Thronbesteigung war das Weströmische Reich fast vollständig zusammengebrochen. Trotz einer kurzen Wiederherstellung der Macht unter Kaiser Majorian war das westliche Reich bis Ende 460 auf Nordgallien, Italien und Teile Illyriens reduziert. Leo versuchte, Nordafrika von den Vandalen zurückzuerobern. Der Feldzug war erfolglos, und Nordafrika blieb bis zur Herrschaft von Justinian I. in den frühen 500er Jahren außerhalb der kaiserlichen Kontrolle.
Leo I. war der erste Kaiser, der vom Patriarchen von Konstantinopel gekrönt wurde, anstatt von einem militärischen Führer, der die kirchliche Hierarchie repräsentierte. Diese Änderung sollte sich schließlich dauerhaft etablieren, und der religiöse Charakter der Krönung ersetzte die militärische Variante im Mittelalter vollständig.
Als Bedingung für ein Bündnis mit den Isauriern verheiratete Leo im Jahr 466 seine Tochter Ariadne mit dem Isaurier Tarasicodissa, der den Namen Zenon annahm. Aus dieser Ehe ging ein Sohn hervor. Nach Leos Tod im Januar des Jahres 474 wurde sein sechsjähriger Enkel Leo II., Kaiser und Zenon zum Mitregenten bestimmt. Leo II. starb jedoch nur 11 Monate später, woraufhin sein Vater Zenon Kaiser wurde.

## Zenon und Basiliskos, 474–491
Zenons Legitimität war allerdings umstritten, was noch im selben Jahr zu einer Palastrevolution gegen ihn führte. Zenon floh im Januar 475 nach Konstantinopel, kehrte jedoch bereits 476 mit militärischer Hilfe als Kaiser zurück.
In der Zwischenzeit wurde Basiliskos zum Kaiser erhoben. Basiliskos war der Onkel von Ariadne. Seine Schwester, Verina, die Mutter Ariadnes, soll ihn bei der Thronbesteigung unterstützt haben. Als Strafe soll Zenon Basiliskos und seine Familie in einer trockenen Zisterne eingesperrt haben, wo sie an der Kälte starben.
Die Herrschaft Zenons markierte das Ende des Weströmischen Reiches, wobei dessen Datierung umstritten ist. Einige datieren das Ende auf das Jahr 476, als der germanische römische General Odoaker den letzten weströmischen Kaiser Romulus Augustulus absetzte, ohne einen neuen Kaiser einzusetzen. Andere halten das Jahr 480 für bedeutender, weil Julius Nepos, der von Zenon unterstützte Westkaiser, in diesem Jahr verstarb. Julius Nepos’ Tod markierte das Ende seiner Herrschaft als legitimer westlicher Kaiser, obwohl er nicht in Italien präsent war, sondern von Dalmatien aus regierte.
Nach dem Tod von Julius Nepos wurde Zenon zum Herrscher des gesamtrömischen Reiches, damit waren West und Ost zum ersten Mal seit 85 Jahren unter einer Herrschaft wiedervereinigt. Das Amt sollte nie wieder geteilt werden.
In den folgenden Jahren agierte Odoaker im Weströmischen Reich zunehmend unabhängiger, was die Folge davon sein könnte, dass sich Zenon primär auf das Oströmische Reich konzentrierte.
Die Ostgoten unter Theoderich dem Großen, die sich in Moesia niedergelassen hatten, wurden im Balkan zu einer immer größeren Bedrohung. Nach dem Tod des Rivalen Theoderich Strabo verfügte nun Theoderich der Große über die Militärgewalt der Ostgoten. Zenon schickte nun den gotischen König als magister militum per Italiam („Oberbefehlshaber für Italien“) nach Italien, um dies von Odoakers Herrschaft zu befreien. So behielt Zenon zumindest eine nominelle Vormachtstellung im Westen und befreite das Ostreich von einem widerspenstigen Untergebenen. Nach dem Sturz von Odoakers im Jahr 493 regierte Theoderich der Große Italien allein und errichtete dort das Ostgotenreich.
Im Jahre 491 starb Zenon ohne einen Erben. Daraufhin heiratete seine Frau Ariadne ihren engen Vertrauten, den silentiarius Anastasios. Er wurde damit zum neuen Kaiser erhoben.

## Anastasios I., 491–518
Anastasios I., ein älterer Beamter römischer Herkunft, wurde 491 durch die Heirat mit Ariadne, der Witwe von Zenon, römischer Kaiser. Anastasius war ein kompetenter Reformer und Verwalter, der das von Konstantin I. eingeführte Münzsystem perfektionierte. Er legte das Gewicht des kupfernen Follis, die im ganzen Reich am häufigsten verwendete Münze, fest. Anastasius schaffte auch die Chrysargyron-Steuer ab, wodurch die Wirtschaft Aufschwung erhielt. Diese Handelssteuer war unbeliebt, da sie alle vier Jahre in Pauschalbeträgen erhoben wurde. Die Reformen des Anastasios führten dazu, dass der Staatsschatz bei seinem Tod enorme 145.150 kg an Gold enthielt.
Anastasios hatte keine legitimen Erben. Da seine drei erwachsenen Neffen Hypatius, Pompeius und Probus sich nicht durchsetzen konnten, ging die Nachfolge an Iustinus, der als Justin I. der erste Kaiser der Justinianischen Dynastie wurde.